# Julieta de França
Julieta de França (Belém, 1870 - Rio de Janeiro, 1951) foi uma escultora e professora brasileira, considerada uma das pioneiras da arte no Brasil. Durante o período em que estudou na Escola Nacional de Belas Artes, soube-se que foi uma das alunas de Rodolfo Bernardelli, entretanto, tornou-se reconhecida pelos seus esforços; destacando-se por ser a primeira mulher a se matricular no curso de modelo vivo, além de ser bonificada pelo prêmio Viagem ao Exterior, concedido pelo Salão Nacional de Belas Artes em 1899, a premiação concedeu-lhe ingresso para estudar na Academia Julian em Paris.

## Vida pessoal
Nascida em Belém, no Pará em 1870, mas em data incerta, Julieta era filha do maestro Joaquim Pinto de França e de Idalina Pinto de França. Iniciou seus estudos em arte com o pintor e decorador italiano Domenico de Angelis, mudando-se em 1897, para o Rio de Janeiro, onde ingressou na Escola Nacional de Belas Artes (ENBA). Com a Proclamação da República, as mulheres adquiriram permissão para ingressar em cursos superiores de formação, ainda que isso não fosse bem visto pela sociedade.
Na ENBA, Julieta se destacou pelo seu talento e empenho, além de ter sido a primeira mulher artista a cursar às aulas de modelo vivo, que para a moral da época, era tido como ato escandaloso para o sexo feminino. Em 1900, lhe foi concedido o prêmio mais prestigiado da instituição, uma bolsa-viagem para o exterior ao aluno de melhor desempenho em escultura, importante marco de reconhecimento no âmbito acadêmico. Ainda assim, a escultura era vista como uma área predominantemente masculina, por exigir força física e contato direto com os materiais, o que não condizia para os padrões, até então tidos para o feminino.
Em Paris, Julieta se matriculou na renomada Academia Julian, tendo tido aulas com Antoine Bourdelle, um dos discípulos de Auguste Rodin, com quem ela também teve aulas. Nesta época, Julieta ganhou projeção em Paris por suas esculturas expostas em salões de artes, principalmente com o Busto de Mademoiselle Fortin, sendo bastante recomendada por seus mestres. Através de suas cartas foi descoberto que a artista passava por dificuldades financeiras para se manter na cidade, devido aos exíguos valores de bolsas no exterior para jovens artistas.

## Um monumento a República do Brasil
A obra da artista que ganhou mais destaque, foi durante a sua inscrição no concurso que escolheria um monumento comemorativo a República, dedicado exclusivamente ao presidente Marechal Floriano. Sua participação gerou bastante comoção, fazendo com que o Jornal do Pará rendesse-lhe a capa, publicando uma matéria sobre sua carreira artística, detalhes do concurso e o simbolismo da escultura, que esculpiu. Através do concurso, Julieta realizaria um sonho antigo: finalizar uma obra de grandes dimensões, um monumento público que representa a síntese da vida do herói e do estadista durante a trajetória do ser objetivo para o ser subjetivo.

## Concurso e declínio
Após, morar e estudar por cinco anos em Paris, Julieta retornou ao Rio de Janeiro em 1907, tendo recebido críticas positivas de diversos especialistas em arte da época, como Gonzaga Duque. Logo, ela se inscreveria no concurso que escolheria um monumento comemorativo a República. Para isso, uma comissão julgadora foi formada por Rodolfo Bernardelli, João Zeferino da Costa, Eugène Girardet e Araújo Vianna. O parecer da comissão foi desfavorável à escultura de Julieta, o que revoltou a artista.
Julieta partiu novamente para a França, onde submeteu sua obra aos antigos mestres com quem tivera aulas, que emitiram pareceres positivos sobre a técnica e qualidade do trabalho, incluindo entre eles, Rodin. De posse dos pareceres, ela retornou ao Rio de Janeiro, buscando mais uma vez a comissão do concurso, pedindo que eles reconsiderassem a decisão. Sua atitude foi considerada um escândalo, pois tratava-se de um questionamento público dos critérios e decisões da Academia de Belas-Artes, da qual Rodolfo Bernardelli era o diretor. Sua postura de confronto era tida como afronta ao esperado "recato feminino". A decisão não foi revista e a carreira de Julieta ficou prejudicada, além de mal vista por ser mãe solteira, sendo obrigada a sustentar a filha sozinha.
Sem o apoio dos colegas e da academia, que não celebrava mais suas obras, o nome de Julieta de França caiu no esquecimento. Nos meios artísticos, seu nome ainda era citado, em sua biografia Julieta guardou encomendas de bustos e esculturas feitas para clientes particulares. Julieta deixou o livro “Souvenir de ma carrière artistique”  com recortes de jornais, cartas pessoais e fotos de seu trabalho, numa tentativa de documentar uma carreira que carecia de reconhecimento do meio artístico nacional.

## Morte
Julieta de França tornou-se professora de artes e faleceu em 1951, em data incerta, no Rio de Janeiro.